# Mezőzombor
Mezőzombor is een plaats (község) en gemeente in het Hongaarse comitaat Borsod-Abaúj-Zemplén. Mezőzombor telt 2591 inwoners (2001).